# Варавино (Московская область)
Варавино — деревня в Сергиево-Посадском районе Московской области России, входит в состав сельского поселения Лозовское.

## География
Деревня Варавино расположена на севере Московской области, в южной части Сергиево-Посадского района, в 62 км от центра Москвы и 9 км к югу от железнодорожной станции Сергиев Посад, по правую сторону Ярославского шоссе М8, в 6 км северо-западнее — линия Ярославского направления Московской железной дороги. Ближайшие населённые пункты Рязанцы и Охотино.

## Палеонтология
Варавинский овраг, который находится на 1 км северо-восточнее деревни, известен находками окаменелых зубов акул мелового периода. Дно Варавинского оврага сформировано притоком реки Торгоша. Варавинский овраг является самым глубоким и живописным оврагом Подмосковья. Кроме упомянутых меловых отложений, овраг вскрывает горные породы юрского и четвертичного периода.
В сеноманских отложениях формации Лямино вблизи Варавино найден ископаемый краб Necrocarcinus gorbenkoi.

## История
Название связано со старым календарным именем первопоселенца Варава. В ряде говоров произвище «Варава» означало «копуша». На ярославском говоре «варазгаться» означает «пачкаться».
Предположительно, в Варавино родился Троицкий монастырский ключник старец Исак, живший в XV или XVI веке. В 1625 году пустошь Варавина Московского уезда числится за Троицким монастырём. В XV—XVI веках относилось к селу Воздвиженскому.
В 1590-е —1640-е годы деревня Варавино была вотчиной Хотьковского женского монастыря. В 1744 году по жалованной грамоте Елизаветы Петровны отходит к Троице-Сергиевой Лавре. В то время деревня стояла у Архангело-Богородского тракта, который соединял Сергиев Посад с Богородским уездом. В XIX веке и начале XX века деревня Варавино входила в состав 1-го стана Морозовской волости Дмитровского уезда. До революции входила в приход села Подсосенья (сейчас Подсосино).

## Население
| 1859 | 1890 | 1899 | 1926 | 2002 | 2006 | 2010 |
| ---- | ---- | ---- | ---- | ---- | ---- | ---- |
| 186  | ↘166 | →166 | ↘158 | ↘4   | ↘2   | →2   |